# 阿尼洛
阿尼洛（英語：Anilao），位於菲律賓八打雁省馬比尼，馬尼拉以南120（75英里），卡倫班半島（Calumpang Peninisula）的南端，早在1970年代已是著名的潛水勝地。

## 圖片集
在阿尼洛附近海域，是潛水愛好者的天堂。這水域有豐富的海洋生物資源。

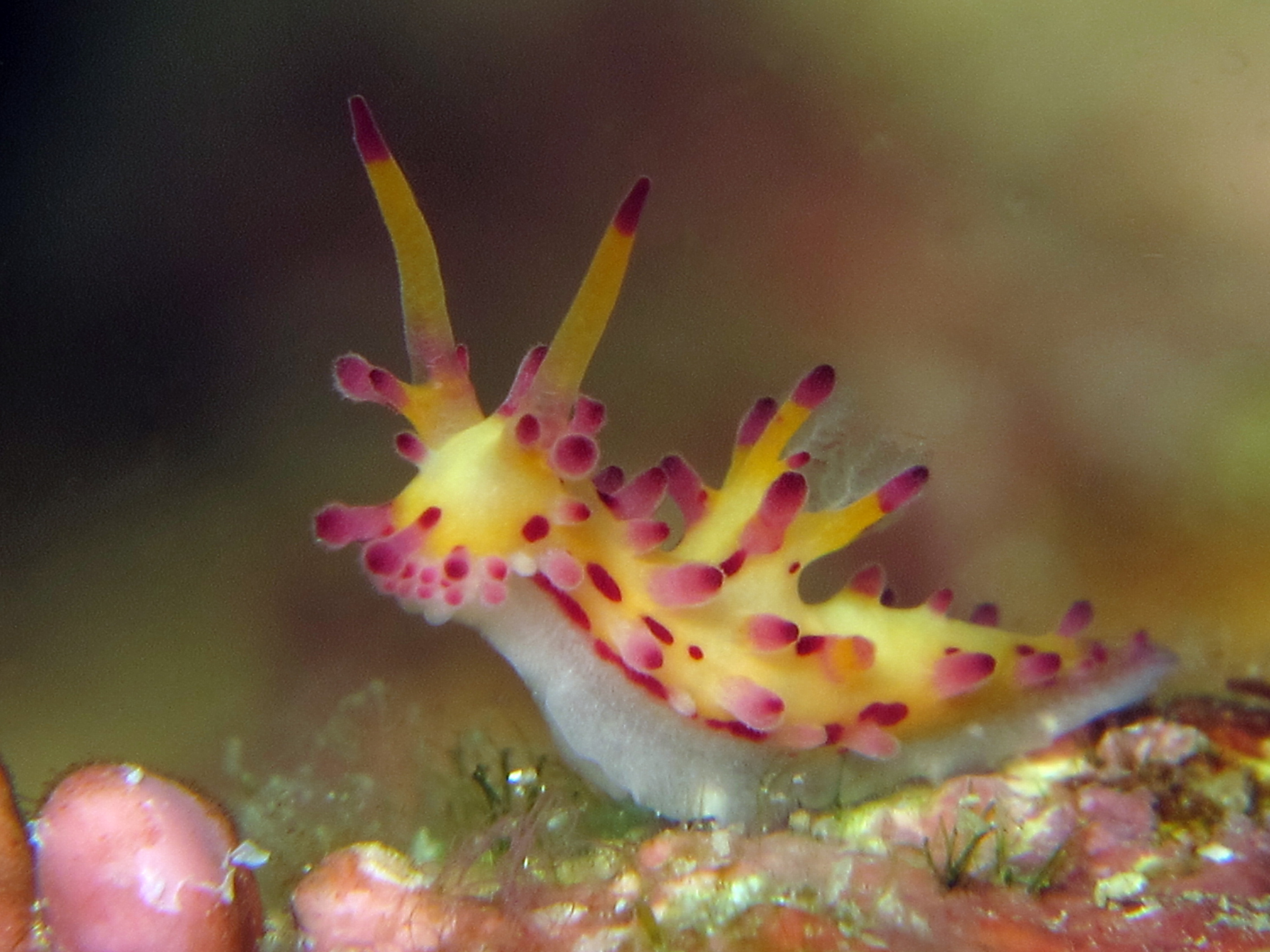
在阿尼洛海域發現的端紫三鰓海蛞蝓[1] 
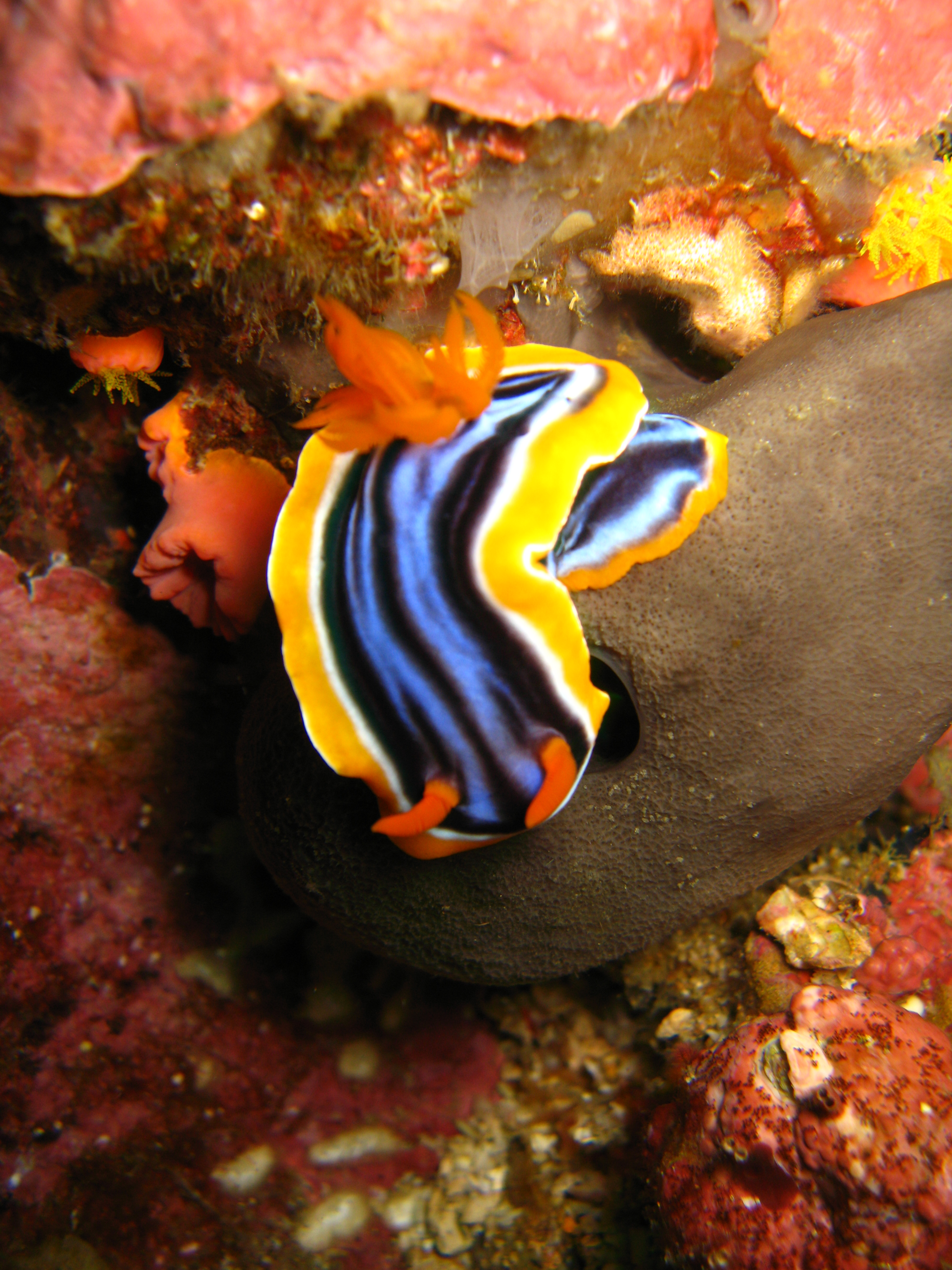
在阿尼洛海域發現的華麗多彩海蛞蝓[1] 
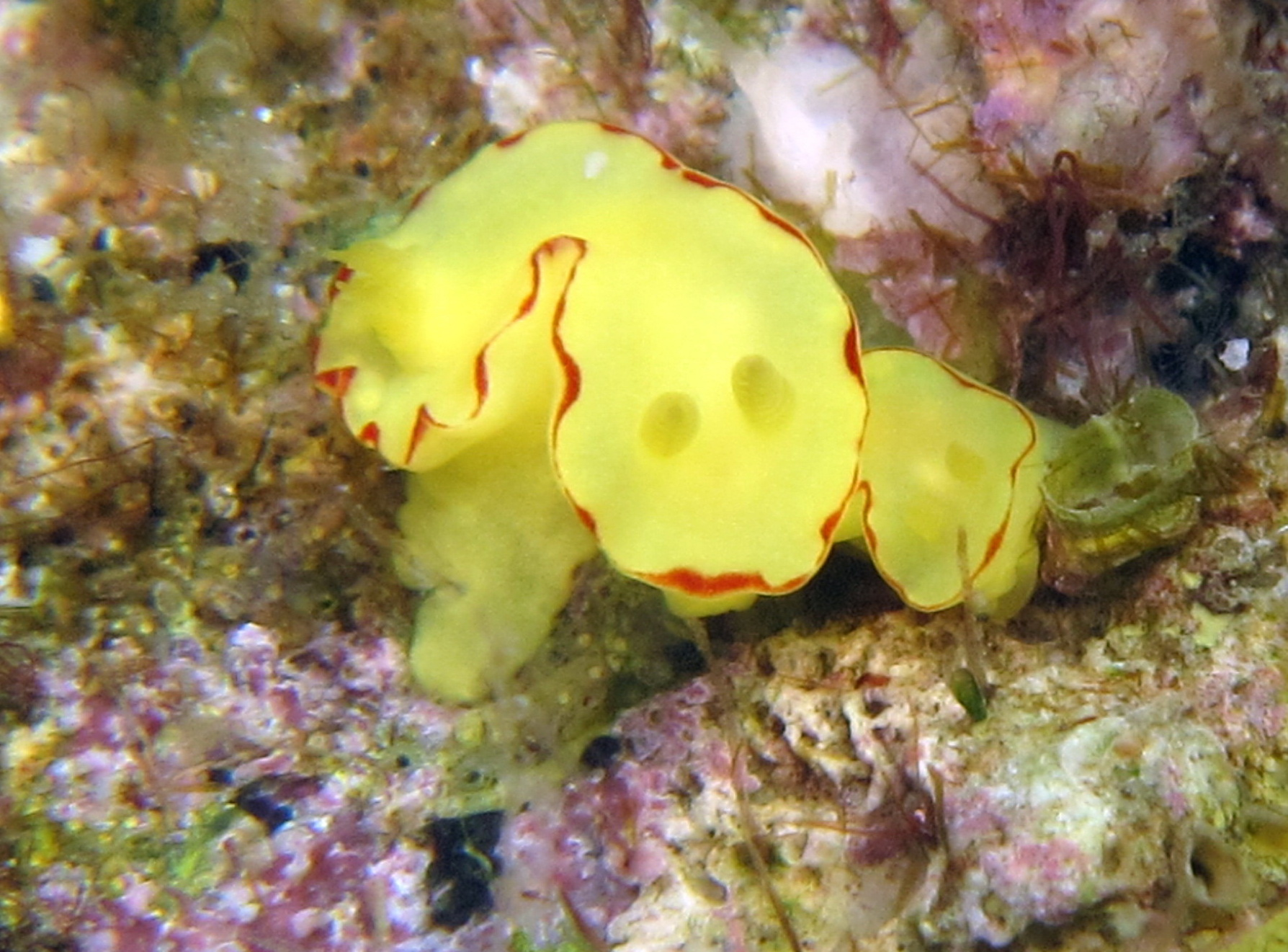
在阿尼洛海域發現的一種海蛞蝓 Noumea flava
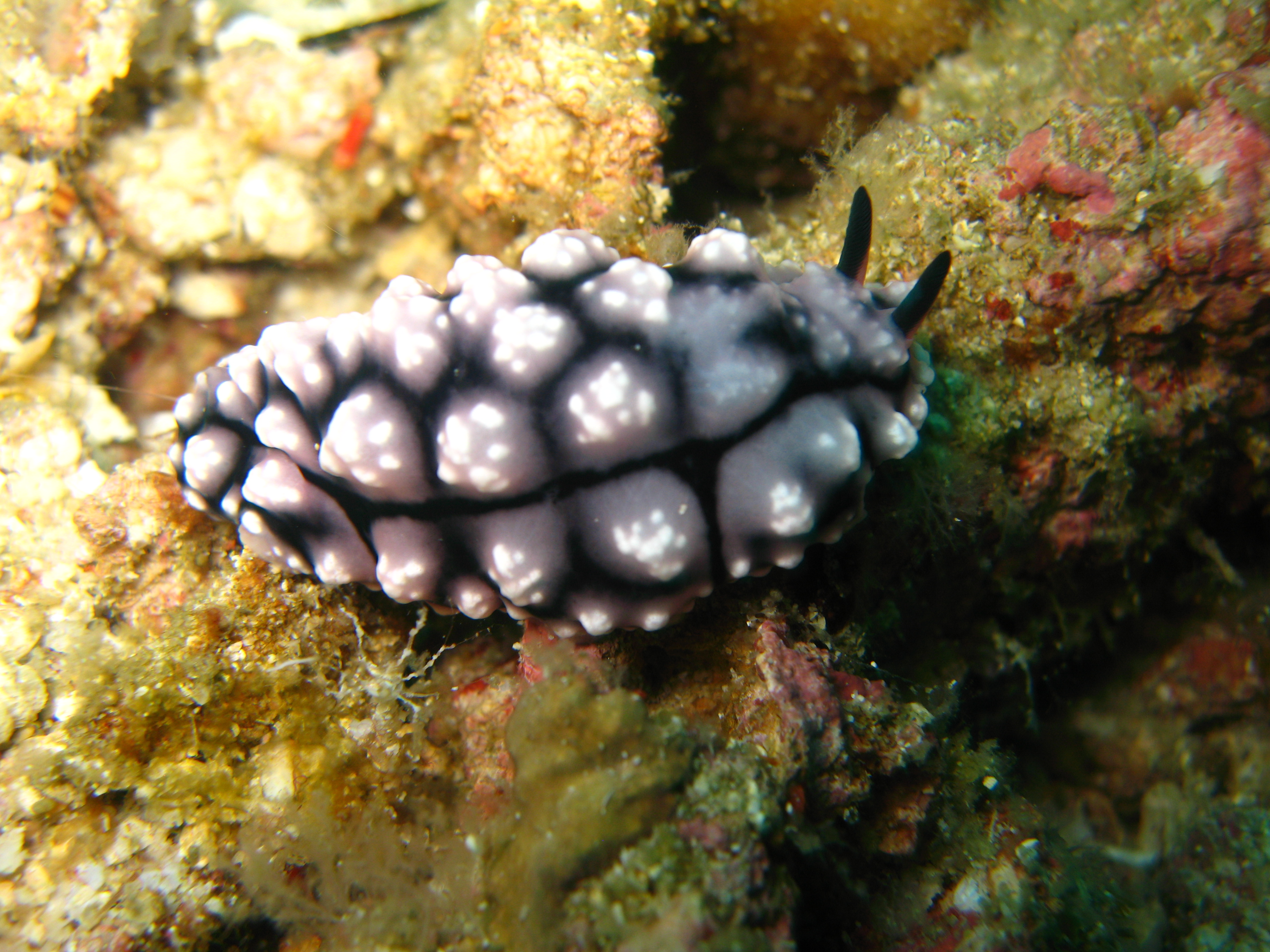
在阿尼洛海域發現的突丘小葉海蛞蝓[2] （Phyllidiella pustulosa）
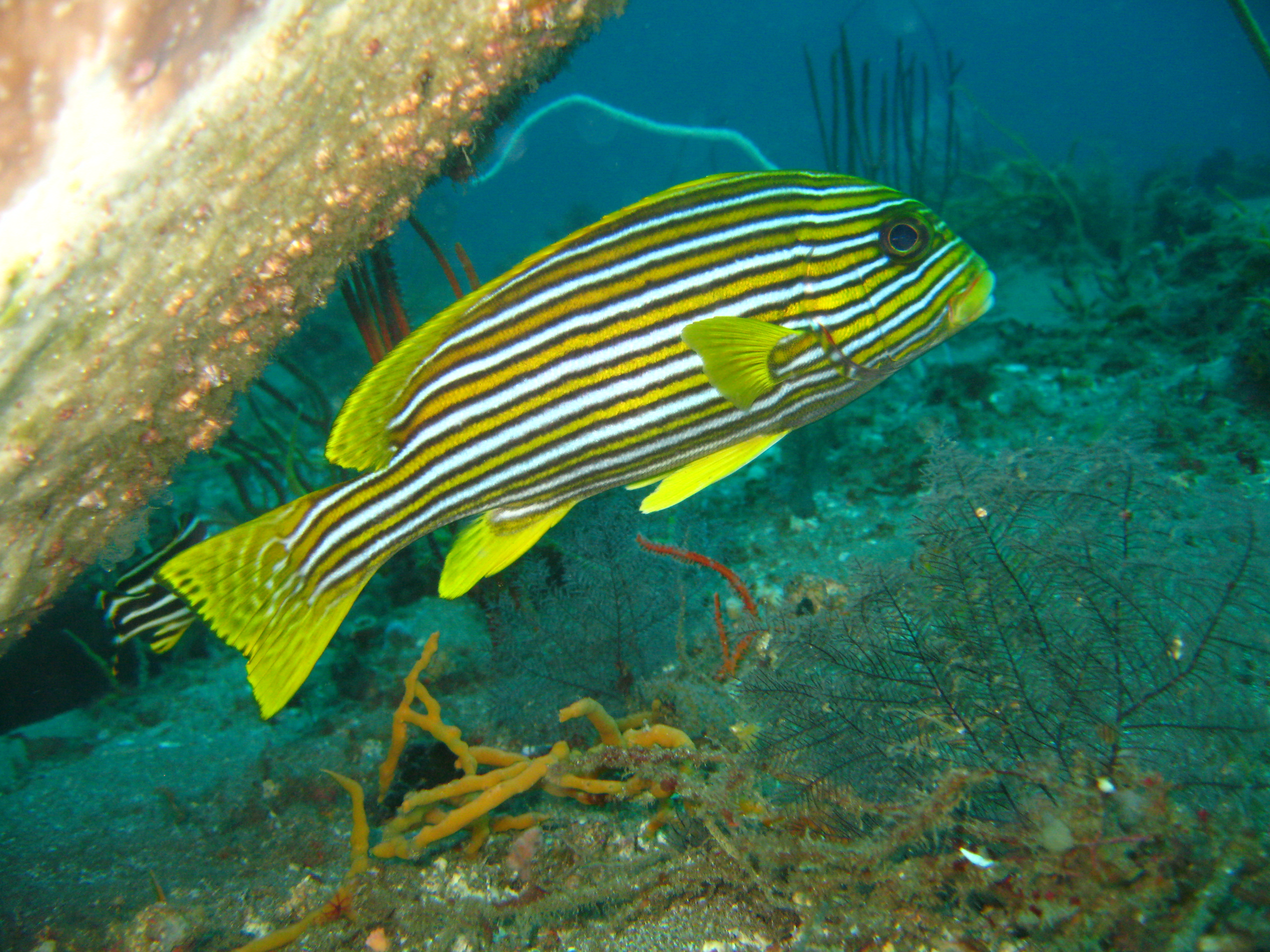
在阿尼洛海域發現的六孔胡椒鯛（Ribboned sweetlips；學名 ）

## 外部連結
- A history of Anilao East
- A history of Anilao Proper
- Mabini Government Home Page
- WaypointsDotPH （页面存档备份，存于）: A Website of Philippine Treks
- WOW Philippines （页面存档备份，存于）
- Philippine Convention & Visitors
- Photos of Anilao Archive.today的存檔，存档日期2013-04-16
- Born To Be Wild: Anilao, Batangas, 24 April 2008 （页面存档备份，存于）

13°45′N 120°55′E / 13.750°N 120.917°E